# Štola Marie Pomocná
Štola Marie Pomocná je přírodní památka ev. č. 5656 zhruba 4 km jižně od města Zlaté Hory v okrese Jeseník v Zlatohorské vrchovině. Přírodní památku spravuje Krajský úřad Olomouckého kraje.

## Historie
Štola Marie Pomocná (původní německý název Maria Hilfe) je pozůstatkem těžby zlatonosných a měděných rud v oblasti Zlatohorského rudního revíru. V důsledku hornické činnosti vznikly podzemní prostory, které slouží jako přechodný úkryt a zimoviště letounů i dalších druhů živočichů. Povrchový areál Panny Marie Pomocné III je součástí Zlatohorské naučné stezky a je zařazen mezi kulturní památky.

## Předmět ochrany
Důvodem ochrany je biotop letounů, zejména evropsky významného druhu netopýr velký
(Myotis myotis). Dále zde zimují vrápenec malý (Rhinolophus hipposideros), netopýr řasnatý (Myotis nattereri), netopýr vodní (Myotis daubentonii), netopýr vousatý (Myotis mystacinus), netopýr brvitý (Myotis emarginatus), netopýr severní (Eptesicus nilssonii), netopýr ušatý (Plecotus auritus) a netopýr černý (Barbastella barbastellus). Památka zahrnuje i EVL netopýra velkého ev.č. CZ0713742.